# إبراهيم أحمد صغير المزلم
إبراهيم أحمد صغير المزلم برلماني يمني، عضو في مجلس النواب، عن الدورة البرلمانية 2003-2009 والكتلة البرلمانية لنواب حزب المؤتمر الشعبي العام عن الدائرة الانتخابية رقم (223) بمحافظة ريمة. وحاليا عضو الكتلة البرلمانية بالمكتب السياسي للمقاومة الوطنية ورئيساً لدائرة الشباب بالمكتب السياسي .

## فترة المجلس
باتفاق عرف باسم «إتفاق فبراير» تمددت فترة المجلس لمدة عامين، وبقيام ثورة الشباب اليمنية لم تُجرَ الانتخابات، وبحسب إتفاق المبادرة الخليجية تمددت لمدة عامين آخرين حتى 2013 .